# Joey Beard
Joseph Edward „Joey“ Beard (* 21. Februar 1975 in Falls Church) ist ein ehemaliger US-amerikanisch-italienischer Basketballspieler.

## Leben
Beard war in Reston (US-Bundesstaat Virginia) Spieler der South Lakes High School und stellte mit 2138 erzielten Punkten die Bestmarke in der Geschichte der Schulmannschaft auf, der früher auch Grant Hill angehörte. Der 2,10 Meter große Beard erzielte in der Saison 1992/93 im Schnitt 20 Punkte, 10,3 Rebounds, 2,9 Korbvorlagen, 2,4 Ballgewinne und 1,6 Blocks pro Begegnung und wechselte anschließend an die Duke University. Aufgrund seiner zuvor guten Leistungen ging er mit der Erwartung an die Hochschule, auch dort gleich viel Einsatzzeit zu erhalten, saß in der Saison 1993/94 aber meist auf der Ersatzbank, ihm wurden von Trainer Mike Krzyzewski in 16 Partien nur insgesamt 69 Einsatzminuten gewährt. Beard erkrankte hernach an Pfeifferschem Drüsenfieber und sollte nach dem Willen des Trainerstabs ein Spieljahr lang aussetzen, was er jedoch ablehnte. Stattdessen wechselte Beard an die Boston University. Laut NCAA-Bestimmungen war es ihm wegen des Hochschulwechsels nicht gestattet, in der Saison 1994/95 am Wettkampfbetrieb teilzunehmen. Von 1995 bis 1998 bestritt er dann 82 Spiele für die Boston University, in denen er im Durchschnitt 11,7 Punkte und 8,2 Rebounds erzielte.
Sein erster Verein im Profilager war 1998/99 der französische Zweitligist Chorale Roanne, bei dem er als korbgefährlicher Innenspieler mit hoher Trefferquote auf sich aufmerksam machte. In der Saison 1999/2000 stand Beard in der deutschen Basketball-Bundesliga beim MTV Gießen unter Vertrag. Unter Trainer Joe Whelton spielte Beard bei den Mittelhessen eine erfolgreiche Saison: Er war mit 18,9 Punkten Neunter der Basketball-Korbjägerliste, bei den Rebounds stand er mit 8,5 pro Begegnung ligaweit auf dem vierten Platz, seine Feldwurfquote von 67 Prozent war 1999/2000 die dritthöchste aller Bundesligaspieler. Beard erreichte mit Gießen das Bundesliga-Viertelfinale.
Beard, der im Laufe der Karriere die italienische Staatsbürgerschaft annahm, wurde nach seinen guten Leistungen in Gießen vor der Saison 2000/01 vom italienischen Spitzenklub Benetton Treviso verpflichtet, spielte aber zunächst nicht für die Mannschaft, sondern wurde per Leihabkommen an Vip Rimini weitergereicht. Dort brachte er es auf 12,6 Punkte und 9,8 Rebounds je Begegnung. In der Saison 2001/02 bestritt er in der höchsten spanischen Spielklasse, der Liga ACB, 29 Partien für die Mannschaft Caja San Fernando aus Sevilla, in denen er Mittelwerte von 5,7 Punkten und 5,2 Rebounds erreichte. Im April 2002 zog er sich einen Ermüdungsbruch im Fuß zu.
2002/03 stand Beard in Diensten von Viola Reggio Calabria in Italien, 2003/04 war er Spieler von Telindus BC Oostende. Mit der belgischen Mannschaft nahm er am Europapokalwettbewerb FIBA Europe League teil und erzielte in diesem in 14 Einsätzen im Mittel 11,9 Punkte sowie 6,9 Rebounds je Begegnung.
Seine folgenden Stationen waren alle italienische Vereine: Benetton Treviso (2004/05), Bipop Carire Reggio Emilia (2005/06), 2006/07 erneut Benetton Treviso, dann ab Februar 2007 wieder Reggio Emilia. Dort war Beard 2005/06 Mannschaftskapitän gewesen. Er ging hernach in Italiens zweite Liga, lief dort in der Saison 2006/07 für Prima Veroli auf. In den Spielzeiten 2008/09 sowie 2009/10 stand er bei Olimpia Mailand unter Vertrag. Für Mailand bestritt er neben den Einsätzen in der Serie A auch acht Spiele in der EuroLeague. Zu seiner Zeit in Treviso hatte er bereits Erfahrung in diesem Wettbewerb gesammelt.
Beard wurde während seiner Laufbahn in Italiens Nationalmannschaft berufen, für die er vier Länderspiele bestritt.